# Institut Aragonès d'Estadística
LInstitut Aragonès d'Estadística (IAEST) és un servei adscrit a el Departament d'Economia i Ocupació de la Diputació General d'Aragó. El seu objecte principal és l'elaboració i difusió de les estadístiques relatives a Aragó.

## Creació
Va ser creat pel decret 208/1993, de 7 de desembre, de la Diputació General d'Aragó, «com a òrgan d'informació estadística, adscrit a el Departament d'Economia
i Hisenda» de la mateixa. Posteriorment, el 1997, va ser convertit en servei, sota dependència directa del conseller d'Economia, Hisenda i Foment.

## Localització
Des del juliol de 2012 la seva seu es troba al carrer Dr. Bernardo Ramazzini de Saragossa.